# Mala Grabovnica (Leskovac)
Mala Grabovnica (Leskovac) (em cirílico: Мала Грабовница) é uma vila da Sérvia localizada no município de Leskovac, pertencente ao distrito de Jablanica, na região de Jablanica. A sua população era de 253 habitantes segundo o censo de 2002.

## Demografia
| 1948 | 1953 | 1961 | 1971 | 1981 | 1991 | 2002 | 2011 |
| ---- | ---- | ---- | ---- | ---- | ---- | ---- | ---- |
| 401  | 413  | 398  | 347  | 326  | 350  | 275  | 253  |